# 尖瓣紫堇
尖瓣紫堇（学名：Corydalis oxypetala），为罂粟科紫堇属下的一个植物种。